# Квинт Новий
Квинт Новий (на латински: Quintus Novius, fl. 30 пр.н.е.) e римски драматург-комик, поет 1 век пр.н.е. в Древен Рим. Той произлиза от фамилията Новии и пише за театъра Atellanae Fabulae (atellana fabula), в който артистите играят с маски.

## Произведения на Новий
| - Agricola - Asinus - Buccolo - Dotata - Eculeus - Exodium - Fullones - Fullones Feriati - Funus - Gallinaria - Gemini - Hercules Coactor - Hetaera - Lignaria - Macchus Copo - Macchus Exsul | - Mania Medica - Optio - Pacilius - Pappus Praeteritus (да не се бърка с произведението със същото име на Луций Помпоний) - Parcus - Picus - Quaestio - Sanniones - Surdus - Tabellaria - Togularia - Tripertita - Vindemiatores - Virgo Praegnans - Zona |  |